# جيف سميث (سياسي أسترالي)
جيف سميث (بالإنجليزية: Geoffrey Norman Smith)‏ هو سياسي أسترالي، ولد في 9 يناير 1934 في بوندابيرج في أستراليا. حزبياً، نشط في حزب العمال الأسترالي. في 1992 Queensland state election ‏، انتخب عضو المجلس التشريعي ولاية كوينزلاند عن دائرة Electoral district of Townsville ‏ (19 سبتمبر 1992 – 13 يونيو 1998) وفي 1986 Queensland state election ‏، انتخب عضو المجلس التشريعي ولاية كوينزلاند عن دائرة Electoral district of Townsville East ‏ (1 نوفمبر 1986 – 19 سبتمبر 1992) وفي 1980 Queensland state election ‏، انتخب عضو المجلس التشريعي ولاية كوينزلاند عن دائرة Electoral district of Townsville West ‏ (29 نوفمبر 1980 – 1 نوفمبر 1986).